# Arctornis lerwa
Arctornis lerwa är en fjärilsart som beskrevs av Swinhoe 1899. Arctornis lerwa ingår i släktet Arctornis och familjen tofsspinnare. Inga underarter finns listade i Catalogue of Life.